# Artavaz
Artavaz (in armeno Արտավազ?, in passato Takyarlu, Թաքառլու) è un comune dell'Armenia di 1 103 abitanti (2009) della provincia di Kotayk'.